# Везуха!
«Везуха!» — российский анимационный мультсериал студии «МетрономФильм» (c 2010 по 2019 годы). Состоит из 68 серий по 5-6 мин. Художественный руководитель — Иван Максимов. Мультсериал создан на основе произведений и рассказов современных детских авторов — Марины Москвиной, Артура Гиваргизова, Ксении Драгунской, Валерия Роньшина, Сергея Седова, Натальи Евдокимовой, Леонида Шмелькова, Ларисы Даниленко, Александра Копова.

## История проекта
14 декабря 2012 года, проект «Везуха!» вышел на двух DVD дисках под названием «Моя собака любит джаз» и «Супер, супер, супер мальчик», изданных компанией «Мистерия Звука».

## Сюжет
Сериал «Везуха!» рассказывает о необычной семье Зиминых, состоящей из мамы, папы, мальчика Тимохи, собаки по кличке Кит, улитки и цветка Вани. У каждого из них свои странности: папа верит в инопланетян, мама играет поварешкой на пиле, сын перевоплощается в супер мальчика, а у Кита и вовсе рыбий хвост. Но вместе с тем они живут вполне обычной жизнью: родители ходят  на работу, Тимоха — в начальную школу, а у Кита однажды  завелись блохи. Мультфильм был сделан на основе произведений детских писателей.

## Персонажи

### Главные герои
- Тимоха — мальчик. Незаурядная личность, фантазер. Его интересуют удивительные факты. Ему десять лет.
- Кит — собака такса, весельчак, потомок знатного собачьего рода.
- Мокрый Иван — цветок c человеческим лицом. Молчалив и наблюдателен. Плаксив.
- Мама Люся (Людмила) — мама Тимохи, работает переводчицей с иностранных языков.
- Папа Миша (Михаил) — папа Тимохи, увлекается всем на свете. Работает с компьютерами и знает про них все.

### Второстепенные персонажи
- Нюся — Жёлтая улитка с фиолетовым панцирем, на котором имеются маленькие окошки. Сидит в аквариуме. Умеет превращаться в Мега улитку.
- Ветеринар — он высокого роста в белом халате с фотоаппаратом на шее, постоянно фотографирует семью Зиминых.
- Николай («Батон») — добрый, общительный, помогает Тимохе и любит поесть. Полный с короткими волосами. Учится в одном классе c Тимохой.
- Евгений (дядя Женя) — Брат отца Тимохи. Старинный друг семьи Зиминых. Работает лором. Умеет держать на носу табуретку, облизывать языком локоть и доставать языком до носа.
- Автандил Эльбрусович Кубанишвили — добрый и весёлый. Любит рассказывать истории. Имеет орла. Впервые появляется в серии «Путник запоздалый».
- Карась Григорий — является рыбой. Радостный.
- Мария Рыжикова (Маша) — подруга Тимохи. Рыжая.
- Василий Васильевич — мужчина маленького роста со светлыми волосами, в фиолетовом костюме и зеленом шарфе. Интеллигентный. Впервые появляется в 16 серии "Василий Васильевич".
- Старушки — две старухи. Иногда появляются в эпизодах. Обычно их изображают как двух старушек с платками на голове.
- Директор — полный человечек. Появляется в серии «Однажды директор…». Рассеянный и любопытный. Иногда ему в голову приходят странные идеи.

### Отрицательные персонажи
- Человек-бутерброд — на теле у него висит картонка, является злодеем. Вместо ног у него пружины.
- Сергей Громыхайлов (Серый) — одет в зелёную кофту с изображением черепа, берцы и длинную кофту. На левой руке имеется татуировка с изображением черепа, под левым глазом синяк.

## Создатели
- Серия по рассказу:
- Марины Москвиной
- Артура Гиваргизова
- Ксении Драгунской
- Режиссёры серии:
- Лиза Скворцова,
- Леонид Шмельков,
- Наталья Дарвина-Хаткевич,
- Вера Мякишева,
- Елизавета Зилонова,
- Елена Куркова,
- Вероника Фёдорова,
- Ришат Гильметдинов,
- Сергей Гордеев,
- Светлана Матросова,
- Албена Дюлгерова,
- Валерий Олькович,
- Мария Соснина,
- Эдуард Митгарц,
- Владислав Байрамгулов.
- Сценаристы:
- Лиза Скворцова,
- Пётр Внуков,
- Анна Соловьёва,
- Ольга Никифорова.
- Идея проекта и продюсер:
- Арсен Готлиб.
- Худрук:
- Иван Максимов.
- Художники-постановщики:
- Анастасия Жакулина,
- Леонид Шмельков.

## Роли озвучивали
| Актёр озвучивания                             | Роль                                      |
| --------------------------------------------- | ----------------------------------------- |
| Лариса Брохман                                | Тимоха Зимин, второстепенные женские роли |
| Тимофей Трибунцев                             | папа Миша                                 |
| Мириам Сехон                                  | мама Люся                                 |
| Регина Полякова                               | мама Люся (некоторые эпизоды)             |
| Елена Чебатуркина                             | Николай («Батон»)                         |
| Мария Соснина                                 | Маша Рыжикова, Галина Куминовская         |
| Екатерина Мажуль                              | Муза Ботановна                            |
| Ирина Гришина                                 | Мая Первомаевна                           |
| Софья Трифонова                               | Внучка Карлсона («Линда») (ранние серии)  |
| Ольга Шорохова                                | Внучка Карлсона («Линда») (поздние серии) |
| Сергей Чонишвили                              | Муравей                                   |
| Георгий Булат, Вадим Медведев и Андре Пеленда | Второстепенные роли                       |

## Список серий
- 1. Рыбный день. Часть 1
- 2. Рыбный день. Часть 2
- 3. Репетитор
- 4. Все мы инопланетяне на этой земле
- 5. Блохнесское чудовище
- 6. Китовая любовь
- 7-8. Поликлиника
- 9. Путник запоздалый
- 10. Супер-супер-супер мальчик
- 11. Моя собака любит джаз
- 12.Сейчас он придёт и будет весело
- 13. Нечаянно нагрянет
- 14. Чёрные дыры
- 15. Однажды директор...
- 16. Василий Васильевич
- 17. Тайна пустой клетки
- 18. Нос
- 19. Дело чести
- 20. Вместо папы на работу
- 21. ЧелоВЕЛОвек
- 22. Сколько стоят сто рублей
- 23. Я вам пишу…
- 24. Мой папа - Лев Толстой
- 25. Синдром Отелло
- 26. Сила духа
- 27. Принц Папуака
- 28. Без паники!
- 29. Роковое чувство
- 30. Тимоха и Серый
- 31. Поводок
- 32. Перевод с французского
- 33. Валенки
- 34. Цаца (история первой любви)
- 35. Мой дом
- 36. Ангел-телохранитель[3]
- 37. Другонепланетянин
- 38. Последний зуб мудрости
- 39. Превращения Тимохи
- 40. От души на память
- 41. Крайний случай
- 42. Свояси
- 43. Игромания
- 44. День добрых дел
- 45. Мясная история
- 46. Свояси
- 47. Внучка Карлсона
- 48. Матрас- людоед
- 49. Супер-папа
- 50. Мама и рыжий король
- 51. День рождения дерева
- 52. Батон и спорт
- 53. Ахронотоп
- 54. Старый автомобиль
- 55. Робомама
- 56. Тимоха и инопланетяне
- 57. Палочка селфи
- 58. Маша Рыжикова, единственная и неповторимая
- 59. Солёное море печали
- 60. Астероид
- 61. Жрец
- 62. Новости из Лысогорск
- 63. Шерлок Тимс против |:-[
- 64. Суп с котом
- 65. На дне
- 66. Пустое место
- 67. Кино с бананами
- 68. Суперпредложение

## Награды
- 2011 — XVI открытый российский фестиваль анимационного кино в Суздале — Приз жюри «За лучший анимационный фильм из сериала»: «Моя собака любит джаз» из анимационного цикла «Везуха!» реж. Вероника Фёдорова.[4]
- 2012 — XVII Открытый Российский Фестиваль анимационного кино в Суздале — Приз жюри «За лучший анимационный сериал»: «Китовая любовь» (сериал «Везуха!») реж. Леонид Шмельков.[5]